# Irshad Manji
Irshad Manji est une écrivaine canadienne, journaliste et militante. Elle se définit comme féministe et lesbienne, critique violemment les islamistes et les interprétations littérales du Coran. Elle a été désignée par le New York Times comme le « pire cauchemar d’Oussama ben Laden ». Manji est une ardente avocate de la libre-pensée, tradition musulmane nommée « ijtihad ».
Son best-seller The Trouble with Islam Today (traduit en français sous le titre « Musulmane mais libre ») a été traduit dans plus d’une douzaine de langues, incluant l'arabe, le persan et l'ourdou. Les articles de Manji paraissent dans les plus prestigieuses publications mondiales. Manji fait également de fréquentes apparitions dans les médias internationaux tels que BBC, MSNBC, CSPAN, CNN ou FOX News.

## Biographie
Manji est née en Ouganda en 1968, au sein d’une famille musulmane. Lorsque Idi Amin décide d'exiler tous les Ougandais d’origine sud-asiatique, la famille de Manji émigre au Canada. Elle avait alors quatre ans. Dans son ouvrage, elle évoque son enfance parfois difficile.
Elle obtient une licence d’histoire à l’université de la Colombie Britannique (Vancouver, Canada) et devint la première femme en sciences humaines à recevoir la médaille du gouverneur général pour les cycles supérieurs, en 1990.
Elle fut une auxiliaire précieuse en matière de législation au sein du parlement canadien, aussi efficace en tant que secrétaire de presse pour les questions féminines que porte-parole d'Audrey McLaughlin, la première femme leader d’un parti politique canadien. Elle a été éditorialiste des affaires nationales pour l'Ottawa Citizen, et en tant que telle, la plus jeune journaliste à siéger à la direction éditoriale d’un journal quotidien canadien.
De 1998 à 2001, elle a animé et produit QFiles sur CityTV, ainsi que l’émission Public Interest sur Vision TV. Elle est aussi souvent intervenue dans la série de débat télévisé Friendly Fire.
Elle est actuellement présidente de VERB, une chaîne de télévision consacrée aux jeunes qui s'interrogent sur des sujets divers et variés. Elle a animé l'émission Big Ideas de TVOntario jusqu’à l’arrivée d'Andrew Moodie le 7 janvier 2006. Elle possède une résidence d’écrivain à l’Université de Toronto.
Elle a reçu le premier Chutzpah Award annuel d’Oprah Winfrey pour son courage, son audace ainsi que sa conviction. Elle a aussi reçu le prix du courage Simon Wiesenthal. Manji est intervenue sur de nombreuses scènes, tels la Women’s Forum Leadership Conference, la Asia-Pacific Economic Cooperation Conference on Technology, Learning and Culture et le Los Angeles Committee on Foreign Relations. Elle apparaît souvent sur la scène internationale.
Elle est homosexuelle et soutient fermement que la condamnation de l’homosexualité par les courants les plus durs de l’islam traditionaliste est en contradiction avec la tradition coranique qui dit qu'« Allah a rendu excellent tout ce qu’il a créé. » Sa partenaire était Michelle Douglas, une activiste canadienne, jusqu'en 2008.
Elle est une amie de Salman Rushdie. Elle a reçu plusieurs menaces de mort. À ce titre, les fenêtres de son appartement sont protégées contre les balles.
Depuis mai 2005, elle contribue au blog du journal Huffington Post.

## Opinions
Manji est une critique virulente de certaines pratiques extrémistes de l’islam, et notamment du traitement infligé généralement aux femmes par les musulmans. Elle ne porte pas de couvre-chef ni de tchador, alors que de nombreux musulmans considèrent le port du hijab comme relevant de la pratique religieuse. Elle critique abondamment la conduite palestinienne et les opinions de la plupart des musulmans concernant Israël.
En mars 2006, elle a cosigné, avec 11 intellectuels progressistes tels que Salman Rushdie, Ayaan Hirsi Ali et Taslima Nasreen, le Manifeste des douze : Ensemble contre le totalitarisme, publié en réponse aux très violentes réactions envers les caricatures danoises controversées de Mahomet publiées dans la presse de quelques pays.
Manji remet en question un grand nombre des interprétations historiques du Coran et recommande le concept d’Itjtihad, tradition musulmane de pensée indépendante.

## Critiques
Ses écrits sur l’islam ont été critiqués, ses adversaires mettant en doute son érudition et ses compétences concernant la culture arabe.
Ses points de vue ont été également considérés comme étant anti-arabes[réf. souhaitée]. Elle a souvent décrit la culture arabe comme une interprétation extrémiste de l’islam qu'elle nomme "l'islam du désert"[réf. nécessaire]. Elle met en avant le fait que le pouvoir arabe a exercé une influence qui s'étend bien au-delà de la religion[réf. nécessaire].
Beaucoup de critiques remettent en cause les fondements de son jugement sur les pratiques islamiques, étant donné son style de vie et son système personnel de valeurs[réf. nécessaire]. Ils affirment également que l'attention qu'elle suscite dans les médias occidentaux est disproportionnée par rapport à ses qualifications. Ils déclarent que sa popularité vient du fait qu’elle dit ce que les médias occidentaux veulent entendre au sujet de l’islam.
Elle a aussi été critiquée par d’autres musulmans progressistes tels que Tarek Fath, qui réfute l’introduction[réf. nécessaire] qu’il lui avait faite pour son ouvrage « Musulmane mais libre » et ce, après qu’elle avait accusé les musulmans de complicité dans l’Holocauste. Ses adversaires allèguent également que son livre donne l’impression que les musulmans sont bloqués dans leur processus de pensée.

### Livres
- Musulmane mais libre, [« The Trouble With Islam », 2004], Grasset, 2004
- Allah, liberté et amour. Le courage de réconcilier foi et liberté, [« Allah, Liberty and Love: The Courage to Reconcile Faith and Freedom », 2011], Grasset, 2012

### Articles
- « À quoi pensez-vous? » de Bâtir une société juste : Regard sur les droits et libertés au Canada à Bibliothèque et Archives Canada